# Orpund
Orpund (Bernduits: Orpung; Frans: Orpond) is een gemeente en plaats in het Zwitserse kanton Bern, en maakt deel uit van het district Biel/Bienne.
Orpund telt 2.655 inwoners.